# Fünf moderne Nō-Spiele

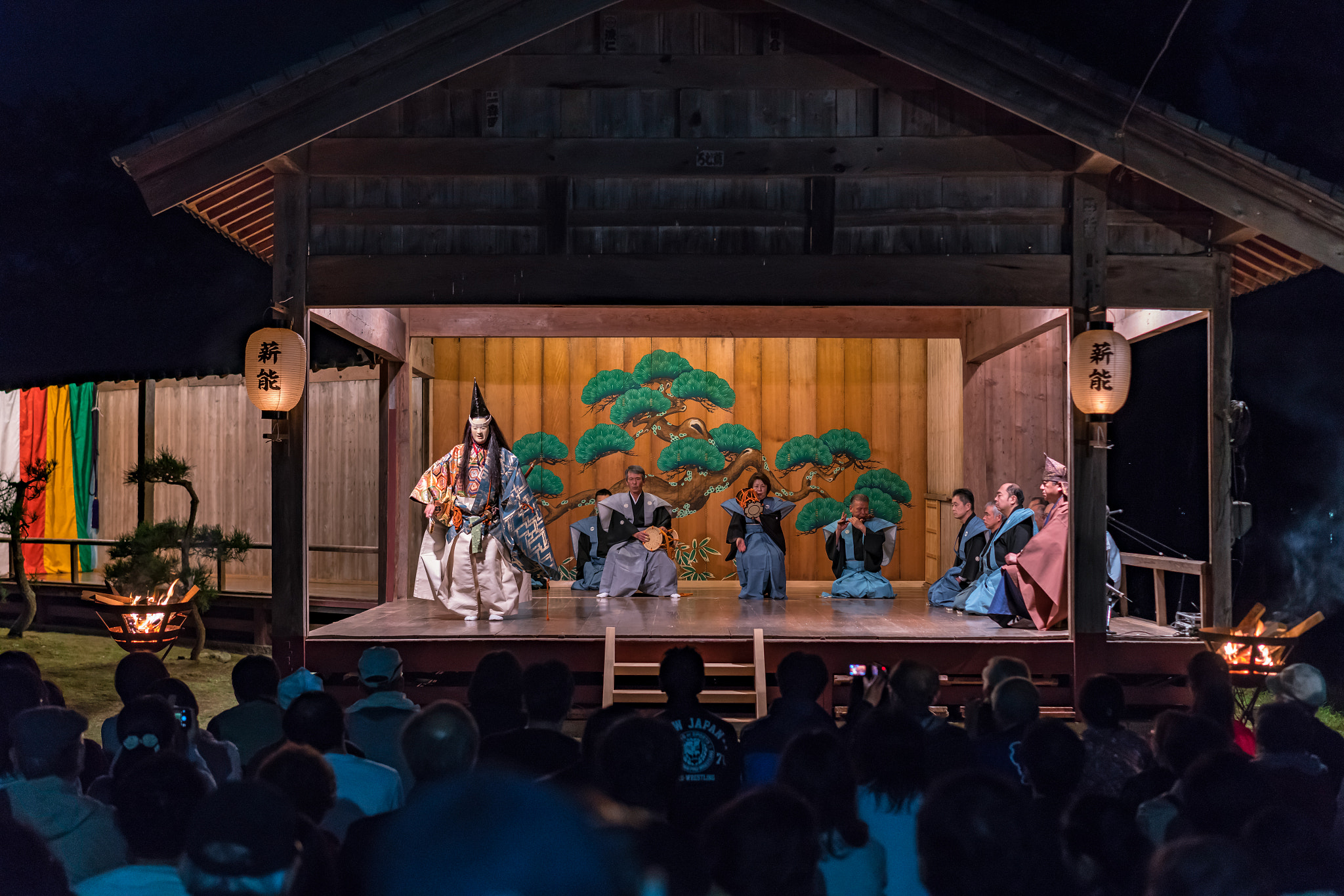
Eine Aufführung eines klassischen Nō-Stücks. Fünf moderne Nō-Spiele war Mishimas Art des Tributes und gleichzeitig ein Projekt, das wenig bekannte Nō-Schauspiel auch im Westen zu etablieren.

Fünf moderne Nō-Spiele (japanisch 近代能楽集 Kindai nōgakushū „Neuzeit-Nō-Stücke-Sammlung“) ist eine Sammlung von Theaterstücken des japanischen Schriftstellers Yukio Mishima, die am 30. April 1956 bei Shinchosha veröffentlicht wurde.
Mishima war durch seine Großmütter seit Kindheitstagen ein Bewunderer des traditionellen japanischen Theaters. Er behauptete vermehrt, nur das Nō-Theater schaffe eine „transzendale Welt“, die sich von der Realität so abkoppeln kann, dass „metaphysische Themen und menschliche Emotionen in ihrer Reinform“ symbolisiert werden können. Für Fünf moderne Nō-Spiele suchte er sich deshalb seine fünf liebsten Theaterstücke aus. Er schrieb sie dabei so stark um, dass bis auf die jeweiligen Grundkonzepte nicht viel von den eigentlichen Erzählungen übrig blieb.
Fünf moderne Nō-Spiele wurde in hohen Tönen gelobt und kommerziell ein Großerfolg. Es gilt allgemein als das Werk, das traditionelles japanisches Theater auch im Ausland salonfähig gemacht hat.
Die Erstausgabe enthält die Nō-Stücke Das magische Kissen (邯鄲, Kantan), Die Damasttrommel (綾の鼓, Aya no Tsuzumi), Komachi am Grab (卒塔婆小町, Sotoba Komachi), Die Dame Aoi (葵の上, Aio no Ue) und Die getauschten Fächer (班女, Hanjo).
Mit der Taschenbuchveröffentlichung im Jahr 1968 wurde die Titelliste um die Stücke Gesicht im Spiegel (道成寺, Dōjōji), Yuya (熊野) und Der blinde Jüngling (弱法師, Yoroboshi) erweitert. Fünf moderne Nō-Spiele ist damit strenggenommen nicht mehr der korrekte Titel.

## Hintergrund

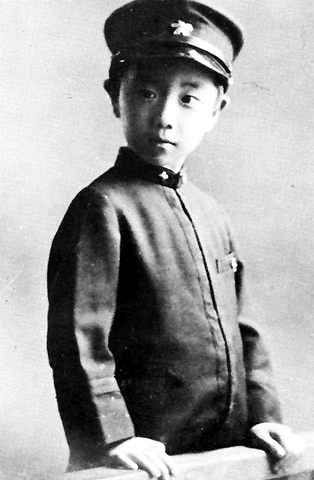
Mishima (hier bei seiner Einschulung) entwickelte schon im jungen Alter eine Faszination für traditionelles japanisches Theater.

Mishima entwickelte eine Affinität für traditionelles japanisches Theater, als seine Großmutter Natsuko ihn zu Kanadehon Chūshingura, einem Kabukistück über die historischen 47 Rōnin, mitnahm. Nachdem seine Großmutter mütterlicherseits, Tomi, mit ihm sein erstes Nō-Schauspiel Miwa ansah, recherchierte er die Geschichte traditioneller japanischer darstellender Kunst.
Ein klassisches Nō-Schauspiel hat im Gegensatz zum westlichen Theater keine Kulisse, sondern spielt sozusagen in einem „Raum von Nichts.“ Darin sah Mishima auch das größte Potenzial, da durch die fehlende Ablenkung der Fokus vollständig auf metaphysische Konzepte und Emotionen gelenkt werden kann.
Mishimas selbst auferlegtes Ziel war es, das Nō-Theater auch im Westen populärer zu machen. Da er zum Zeitpunkt des Erscheinens bereits internationale Bekanntheit innehatte und der erfolgreichste Autor seines Landes war, verspürte er einen starken Leistungsdruck. Zu einem Freund schrieb er später:

„Wenn meine Idee (Nō weltweit bekannt zu machen) scheitern sollte, dann ist die Idee insgesamt gescheitert.“

Inspiriert durch den österreichischen Schriftsteller Hugo von Hofmannsthal, sollte jedes seiner Stücke Einakter sein. Der Ehrgeiz stellte Mishima vor ein Problem, denn nicht alle der von ihm ausgewählten Stücke eigneten sich für einen kurzen Einakter, insbesondere Die Damasttrommel und Die getauschten Fächer wurden in der Vergangenheit häufig in drei Akten aufgeführt. In Folge kürzte Mishima die Geschichte runter, aber so dass „von der Aussage des Stücks nichts verloren geht.“
Zwar basieren alle Stücke aus Fünf moderne Nō-Spiele auf traditionellen Nō-Stücken, Mishima empfand es dennoch als enorm wichtig, seine eigenen philosophischen Erwägungen und Interpretationen der Situation mit hineinzuarbeiten. In der Endfassung der Sammlung sind deshalb Grundkonzepte aller Geschichten gleich, der Verlauf und Inhalt hingegen komplett neu.

## Rezeption und Einfluss
Fünf moderne Nō-Spiele wurde ein riesiger kritischer Erfolg und erlangte in vielen Ländern der Welt Kultstatus. Es gilt allgemein als Einführung des Nō-Theaters im Ausland. In Deutschland beispielsweise wurde 1959 in der Theaterszene von einem „Mishima-Boom“ gesprochen.
Donald Keene, der Übersetzer der englischen Edition, bezeichnete das Buch als „wunderbares literarisches Werk des 20. Jahrhunderts“.
1956 erhielt Mishima für das Werk den Kishida-Preis.

## 1. Geschichte:Das magische Kissen

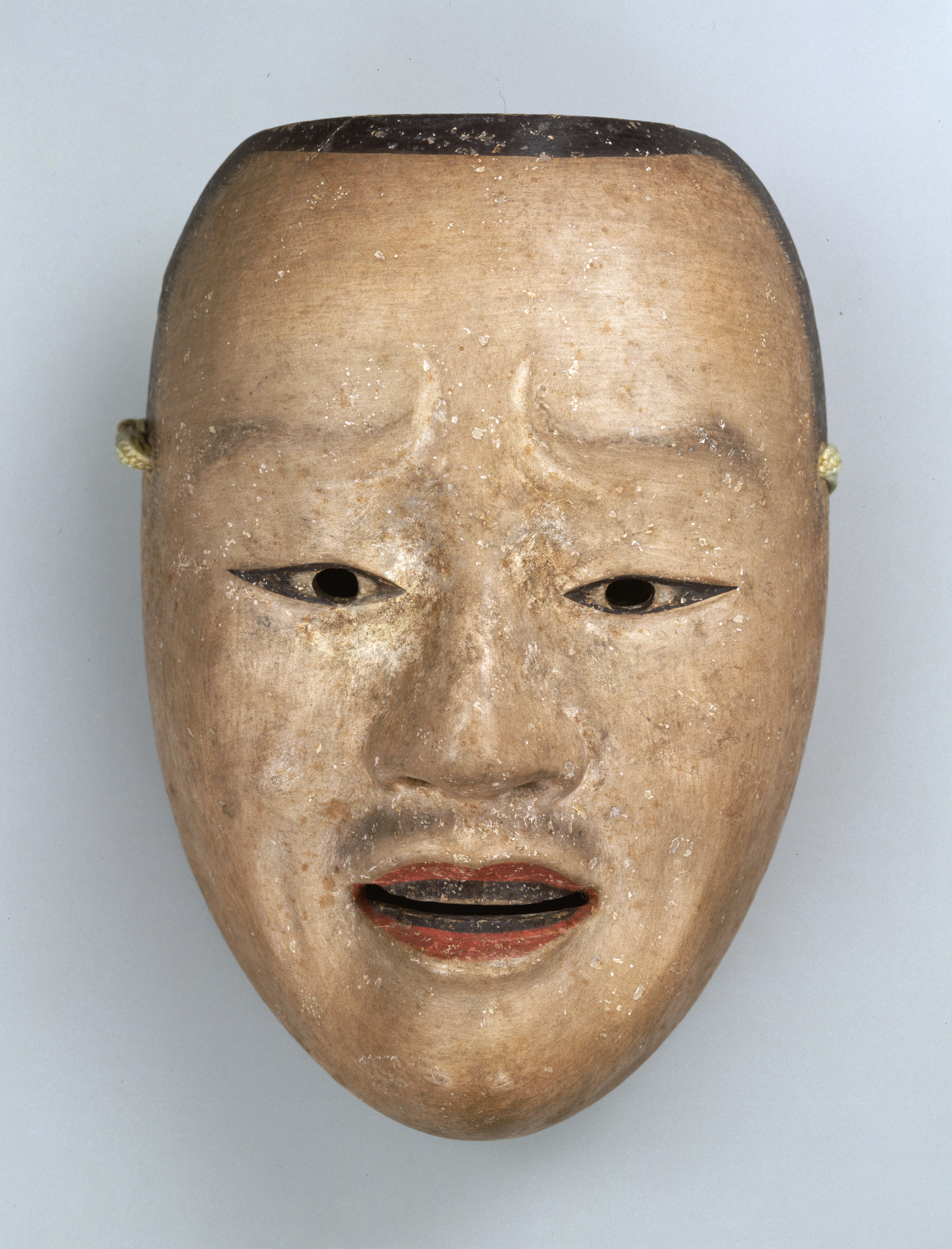
Eine Maske des Stücks Kantan. Interessanterweise ist Das magische Kissen die einzige Geschichte der Sammlung, in der sich Mishima der klassischen Noh-Masken bediente. In Mishimas Version stand jede Maske für eine andere unterdrückte Emotion, die Jiro in seinem Traum trifft.

Das magische Kissen (japanisch 邯鄲, Kantan) wurde ursprünglich 1950 in der Oktoberausgabe der Zeitschrift Ningen veröffentlicht.
Inhaltlich geht es um ein magisches Kissen, das jeden, der auf ihm schläft, die Sinnlosigkeit der Welt erkennen lässt. Jiro, ein Nihilist, stellt das Kissen auf die Probe. Er wacht auf und entwickelt zu seinem eigenen Überraschen eine völlig neue Freude am Leben.
Von allen abgedruckten Geschichten ist Das magische Kissen die, die sich am meisten an die Originalvorlage anlehnt.

### Handlung
Der 18-jährige Jiro besucht das Haus seines ehemaligen Kindermädchens Kiku, die ihn bis zu seinem achten Lebensjahr großgezogen hat. Der Grund für Jiros Besuch ist ein Gerücht: Kikus Familie soll seit Generationen über ein magisches Kissen aus Handan haben. Wer darauf schläft und aus seinen Träumen erwacht, solle die Sinnlosigkeit seines Daseins erkennen. Kikus Ehemann, ehemals leidenschaftlicher Gärtner, schlief eines Tages auf dem Kissen und seitdem blühen die Blumen in ihrem Garten nicht mehr.
Jiro ist Nihilist und daher ohnehin schon fest überzeugt, dass die eigene Existenz sinnlos ist. Er will deshalb auf dem Kissen schlafen, um zu sehen, ob es bei ihm funktioniert. In seinem Traum wird Jiro von schönen Frauen und Tänzerinnen verwöhnt, ein Sekretär erscheint und erzählt ihm, er sei der Präsident seiner Firma. Jiro spendet jedoch sein ganzes Vermögen und wird, unter Obhut einer schönen Sekretärin, Politiker; wenig später sogar Diktator.
Der Geist aus dem Dorf Handan glaubt, Jiro habe seine Lektion über die „Zerbrechlichkeit des Diesseits“ nicht gelernt. Deswegen ändert er die Szenerie und vergiftet ihn, worauf Jiro aufwacht. Jiro weigert sich aber zu sterben und hört nicht auf die Predigt des Geistes. Der Geist ist wütend, dass Jiro die Lektion des Kissens nicht gelernt hat; er könne ihn so auf keinen Fall in das Diesseits zurücklassen: „Du hast nie versucht, in dieser Welt zu leben!“ Jiro entgegnet aber „Ich bin sowohl lebendig als auch tot. Ich will leben!“ und lehnt das Gift ab.
Als Kiku am nächsten Morgen Jiro sah, sah sie ein unschuldiges und süßes Gesicht. Jiro schwört ihr, die ganze Zeit bei ihr bleiben zu wollen. Als beide nach draußen sehen, blüht der gesamte Garten voller Lilien, Rosen, Primeln und Veilchen.

### Vorlage
Die Geschichte basiert auf einem chinesischen Nō-Stück namens Kantan, dessen Urheber und Entstehungszeitraum nicht bekannt ist. In diesem geht es um einen Mann namens Rosei, der von einem Mönch hört, welcher auf dem Berge Yōhi residieren soll. Auf seinem Weg zum Mönch übernachtet er in einem Hotel in Kantan und auf Anraten der Empfangsdame schläft Rosei auf einem mysteriösen Kissen, dem "Kantan-Kissen". Die Dame erhielt das Kissen von einem daoistischen Meister, nach dem jeder Erleuchtung erlange, der auf dem Kissen schläft.
Als Rosei seinen Mittagsschlaf hält, kommt auf einmal ein Gesandter zu ihm und teilt ihm mit, Rosei sei der neue Kaiser von China. Obgleich erst irritiert, genießt Rosei seinen neuen Status und lässt sich in seinen Palast tragen.
Fünfzig Jahre später wird zu Ehren Roseis Ehren ein Fest veranstaltet. Während Rosei tanzt, ändern sich die Tag- und Nachtrhythmen abrupt und unkontrolliert vor Roseis Augen. Nach gewisser Zeit steht er im Nichts. Rosei wacht auf und bemerkt, dass er alles nur geträumt hat. Und obwohl sich sein Traum angefühlt hat wie 50 volle Jahre, handelte es sich nur um wenige Minuten. Rosei realisiert, dass das tatsächliche Leben genauso zerbrechlich ist wie ein Traum. In Dankbarkeit an das Kissen und sein Wirken, reist er wieder nachhause. Den Rat des Mönchs braucht er nicht mehr.

### Aufführungen der Mishima-Variante (Auswahl)
- Yukio Mishima: Moderne Noh-Spiele.
  - 5.–13. Juni 1979 im Tokio Nationaltheater
  - Veranstalter: Tokio Bangakuza Atelier
  - Regie: Kazuyoshi Kushida, Musik: Nobuyoshi Koshibe
  - Darsteller: Momoko Kōchi, Kosuke Nomura, Risa Akikawa, Toshiko Yotsuba, Takashi Sasano, Mannojo Nomura
  - Hinweis: Aufgeführt mit Die Dame Aoi und Gesicht im Spiegel

- Tokyo Globe Spezialaufführung "Yukio Mishima Memorial"
  - 26.–30. Januar 1990 im Tokyo Globe & 8.–27. Februar im Shin Kobe Olympic Theater
  - Veranstalter: Nagikawa Company Performance
  - Regie: Hideo Murai
  - Darsteller: Yoji Matsuda, Rumi Matsumoto, Junko Takazawa, Kazuhisa Seshita, Tatsuzo Aoyama
  - Hinweis: Aufgeführt mit Komachi am Grab

- Yukio Mishima Modern Noh Plays
  - 1.–12. November 1990 im Tokyo 300 People Theater
  - Veranstalter: Theatergruppe Subaru
  - Sponsor: Arts Festival
  - Regie: Nobuhiro Nishikawa
  - Darsteller: Kayo Goto, Yoichi Yamamoto, Soichiro Kitamura, Nagatoshi Sakamoto, Mami Kumagai
  - Hinweis: Aufgeführt mit Die Damasttrommel
  - Ausgestrahlt auf NHK Tokyo am 9. Januar 1991

- Noh-Klassiker
  - 8.–11. Juli 1993 in der Jels Hall, Tokio
  - Veranstalter: Alchemistenlabor
  - Regie: N. Forster
  - Darsteller: Mitsuru Homma, Eriko Misawa
  - Hinweis: Auf Englisch durchgeführt

### Hörspiel
Der Bayerische Rundfunk sendete 1958 Das magische Kissen unter dem Titel Das Traumkissen. Übersetzerin war Gerda von Uslar, Regie führte Carl Nagel.

## 2. Geschichte:Die Damasttrommel

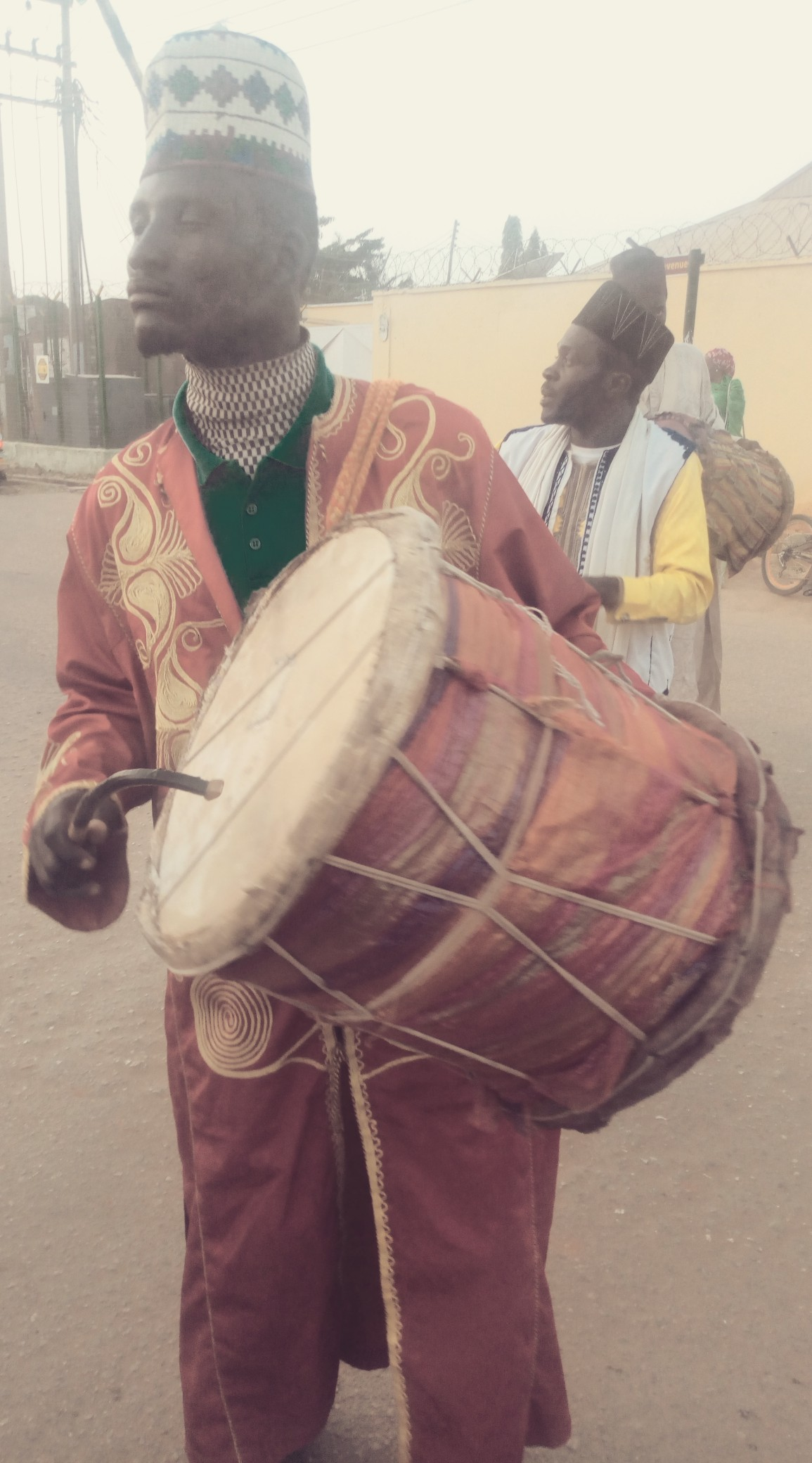
Wie auch in der Originalvorlage dreht sich die Geschichte um eine lautlose Trommel. Wesentliche Abweichungen finden sich dafür am Ende der Geschichte.

Die Damasttrommel (japanisch 綾の鼓, Aya no Tsuzumi) wurde 1951 in der Januar-Ausgabe der Zeitschrift Chūōkōron erstveröffentlicht.
Die Geschichte handelt von einem alten Mann, der sich in eine Frau im gegenüberliegenden Gebäude verliebt, mit der er nie zuvor interagiert hat. Er bekommt eine Trommel geschenkt, die, wenn sie einen Ton macht, ihre Liebe bewirken soll; die Trommel macht aber keinen Ton und er ist auf einen Streich reingefallen, weshalb er sich in den Tod stürzt. Als Geist trommelt er weiter, gibt nach dem 99. Schlag aber auf. Die Frau dreht sich zu ihm und sagt, sie habe ihn gehört, er müsse aber noch das hundertste Mal schlagen.

### Handlung
Iwakichi Honda, ein alter Botschafter, der in einer Anwaltskanzlei im 3. Stock eines Gebäudes arbeitet, verliebt sich in Hanako, eine Schneiderin im 3. Stock direkt gegenüber. Iwakichi lässt von seinem Angestellten Kayoko jeden Tag einen Liebesbrief an Hanako rüberbringen; insgesamt waren es 100 Stück.
Eines Tages überreichen Gäste von Hanakos Schneiderei, die den Brief mitgelesen haben, Iwakichi eine Trommel, die mit einem Köper anstelle eines Fells überspannt ist. Iwakichi müsse auf die Trommel schlagen und sobald diese einen Ton abgibt, werde sein Wunsch wahr werden und Hanako sich in ihn verlieben. Hanako schlägt freudig auf die Trommel, aber wo immer er auch hinschlägt, es kommt kein Ton. Als er aus dem gegenüberliegenden Haus Gelächter hört, merkt er, dass Hanako und ihre Freunde einen Streich gespielt haben und er stürzt sich verzweifelt aus dem Fenster in den Tod.
Eine Woche später, um Mitternacht, kommt Hanako zur Schneiderei und wird dort vom Geiste Iwakichis gerufen. Hanako war keine Schneiderin, wie Iwakichi dachte, sondern eine Prostituierte; trotzdem klopft Iwakichis Geist erneut, um seine Liebe zu beweisen. Hanako hört die Trommel, aber sagt „Ich kann dich nicht hören.“ Iwakichis Geist schlägt weiter, doch vor dem hundertsten Schlag hört er auf. Hanako dreht sich in seine Richtung und sagt: „Ich habe es gehört, aber du musst noch einmal schlagen.“

### Vorlage
Die Geschichte basiert auf einer altertümlichen japanischen Erzählung aus dem 15. Jahrhundert namens Aya no Tsuzumi, deren Urheber unbekannt ist. Sie spielt im 7. Jahrhundert, während der Regierungszeit Tenjis, des 38. Tennōs Japans. Ein alter Mann, der die Palastböden fegt, sieht die Gemahlin des Kaisers und verliebt sich in sie. Ein Soldat der kaiserlichen Armee liefert dem Mann einen Brief: Der Mann soll auf eine Handtrommel am Kuchenbaum nahe dem Palastteich schlagen. Wenn sie den Klang der Trommel höre, werde sie zu ihm kommen.
Der alte Mann schlägt voller Verzweiflung auf die Trommel, aber ohne Erfolg, da sie mit einem Köper überzogen ist. Verletzt springt er in den Teich und ertränkt sich. Als die Nachricht vom toten Mann die Runde macht, hört die Gemahlin auf einmal ein Trommeln, das aus dem Teich zu kommen scheint. Als sie dort hingeht, um sich zu vergewissern, dass sie nicht verrückt ist, springt ein Dämon aus dem Teich und greift sie an. Er peitscht die Gemahlin aus und sagt ihr, er werde erst aufhören, wenn ein Ton aus der Trommel kommt. Als der Dämon glaubt, die Gemahlin habe ihre Lektion über Karma gelernt, verschwindet er wieder zurück in den Teich.

### Aufführungen der Mishima-Variante (Auswahl)
- Yukio Mishima Spezial
  - 16.–25. April 1957 im Tokyo Bungakuza Atelier
  - Veranstalter: Bungakuza
  - Regie: Ichiro Inui
  - Darsteller: Taeko Fukuda, Kaku Kose, Kimi Iida, Hitoshi Takagi, Kazuko Okubo, Harukazi Kitami
  - Ausgestrahlt bei NHK Radio am 25. April 1957

- Yukio Mishima in Westdeutschland
  - 1. April 1959 in Bonn
  - Sponsor: Deutsche Botschaft Tokio
  - Regie: Helen McCalpain, Komponist: Toshirō Mayuzumi
  - Darsteller: Helen McCalpain
  - Hinweis: Aufgeführt mit Die Dame Aoi

- Shinpa-Aufführung
  - 2.–26. Mai 1962 im Shinbashi Enbujo
  - Regie: Takeo Matsuura
  - Darsteller: Yaeko Mizutani, Ryunosuke Kaneda, Akihisa Okubo, Shuji Koyanagi, Masako Kyozuka, Sachiko Mitsumoto, Ichijiro Oya

- Yukio Mishimas "Modern Noh Plays"
  - 3.–13. Juli 1976 im Tokio Nationaltheater
  - Regie: Shuji Ishizaka
  - Darsteller: Satoshi Takasuka, Mariko Kaga, Futami Uesugi, Eitaro, Katsumasa Uchida, Nobuyuko Katsube, Tomi Kotake, Kaoru Kusuda
  - Hinweis: Kontinuierliche Aufführungen von Komachi am Grab (3–6 Tage) und Die Damasttrommel
  - King Records veröffentlichte im Dezember 1976 eine LP der Bühnenaufnahmen

- Yukio Mishima Modern Noh Plays
  - 1.–12. November im Tokyo 300 People Theatre
  - Veranstalter: Theatergruppe Subaru
  - Sponsor: Arts Festival
  - Regie: Yoko Sakai
  - Darsteller: Akira Kume, Moriyama Junhisa, Yuichi Nakamura, Kazuaki Ito, Mizuno no Mori, Sayoko Yamaguchi
  - Ausgestrahlt auf NHK BS am 10. Januar 1991

### Hörspiel
Der Bayerische Rundfunk sendete 1958 unter dem Titel Zwei moderne Nô-Spiele die beiden Stücke Die getauschten Fächer und Die Damasttrommel. Übersetzerin war Gerda von Uslar, Regie führte Helmut Brennicke.

## 3. Geschichte:Komachi am Grab

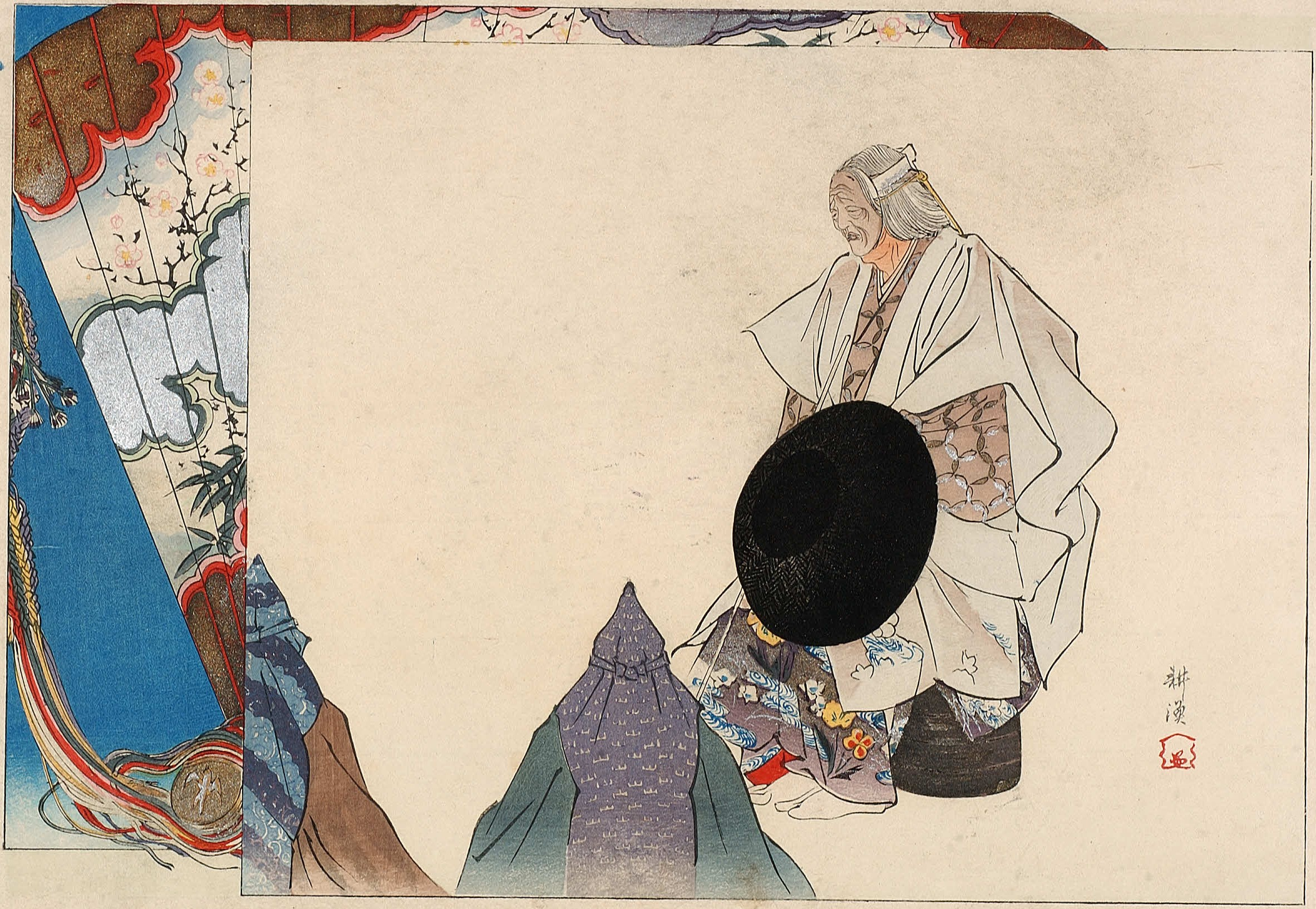
Szene aus dem Drama Sobota Komachi.

Komachi am Grab (japanisch 卒塔婆小町, Sotoba Komachi) erschien erstmals 1952 in der Januarausgabe der Zeitschrift Gunzō.
Ein Dichter trifft eine abstoßende alte Frau namens Komachi in einem Park. Sie schwelgt in Gedanken an eine Nacht in den 1880ern und zusammen mit dem Dichter, der als der liebende Soldat von damals posiert, lebt sie die Nacht wieder auf.

### Handlung
Eine alte und sehr hässliche Frau sammelt in einem Park Zigarettenstummel auf, während sie zwei junge Liebende auf der Bank stört. Ein angetrunkener Dichter ruft ihr zu, das junge Paar sei auf dem Höhepunkt ihres Lebens. Die alte Frau entgegnet ihm: „Sie sind tot.“
Die alte Frau war früher eine unvergleichlich hübsche junge Dame namens Komachi. Alle Männer, die sie damals umwarben und abgelehnt wurden, sind mittlerweile gestorben. Die alte Dame erzählt dem Dichter von einem Generalmajor, der sich vor 80 Jahren bis nach Rokumeikan durchgekämpft hätte, um sie zu bekommen.
Auf einmal verwandelt sich der Park in die Bühne des Romukeikan und alle zum Ball eingeladenen Männer und Frauen loben Komachis Schönheit. Der Dichter tanzt mit der 19-jährigen Komachi Walzer; die alte Komachi steht jedoch daneben und schaut mürrisch. Er sagt: „Ich bin sicher wir werden uns in hunderten Jahren am selben Ort wiedersehen“ und stirbt.
Die Bühne verschwindet wieder und Komachi ist wieder im Park. Der tote Dichter wird von Rettungskräften abgeholt. „Es ist hundert Jahre her“ sagt die alte Frau und beginnt weiter Stummel aufzuheben.

### Vorlage
Komachi am Grab basiert auf dem Noh-Drama Sotoba Komachi von Kanami Kiyotsugu. Es handelt von einer Gruppe Mönche, die am Berge Kōya eine alte Frau bemerken. Die Frau ist die berühmte Ono-no Komachi, einst berüchtigt für ihre exzeptionelle Schönheit und ihre riesige Anzahl an Affären. Sie sitzt auf einer vermosten Stupa und lässt sich von den verärgerten Mönchen auch nicht herunterscheuchen.
Die alte Frau erfindet auf der Stelle ein Gedicht und beeindruckt die Mönche; hierbei offenbart sie auch, die berüchtigte Ono-no Komachi zu sein. Sie erzählt von ihrer Jugend, als sie noch wunderschön war, und bemitleidet ihr jetziges, abstoßendes Aussehen. Sie wird von einem wütenden Geist gejagt, der zu ihrem alten Geliebten Fukakusa-no Shōshō gehörte. Als dieser ihr ihre Liebe gestand, verlangte sie von ihm, sie 100 Nächte lang zu besuchen. Wenn er es schaffe, werde sie seine Liebe annehmen.
Shōshō schafft es 99 Nächte lang, aber verstirbt vor der letzten. Da er seine Liebesmission nicht abschließen konnte, verfolgt er nun aus dem Jenseits Komachi. In einer surrealen Szene spielt Komachi die nächtlichen Besuche Shōshōs nach und erlangt ihre alte Klarheit wieder. Sie gibt den Mönchen auf den Weg, jeden Tag zu beten, um nach ihrem Tod ein Buddha zu werden und verabschiedet sich.

### Aufführungen der Mishima-Variante (Auswahl)
- Kansai Opera Company Creative Opera 2. Aufführung
  - 13.–14. März 1956 im Sankei Kaikan
  - Komponist: Mareo Ishiketa; Dirigent: Takashi Asahina; Regisseur: Tetsuji Takechi
  - Darsteller: Shiro Kimura, Katsurato, Yoko Hamada, Yuzuru Kubota, Norio An Horse, Ise River Yoshiko
  - Hinweis: Oper

- Yukio Mishima "Modern Noh Plays"
  - 3.–6. Juli 1976 im Tokio Nationaltheater
  - Regie: Yukio Ninagawa
  - Darsteller: Mikijiro Hira, Tetsuaki Teraizumi, Ikuma Uda, Yoji Aoi, Akihiro Ishihara
  - King Records veröffentlichte im Dezember 1976 eine LP-Platte der Bühnenaufnahmen

- Yukio Mishima "Modern Noh Plays"
  - 7.–15. Juli 1981 im Tokio Nationaltheater
  - Regie: Takemura
  - Darsteller: Yasuko Nagamine, Masahiro Mitsuta, Okawa Mori, Shigeru Miyaki, Atsushi Imai, Akiyo Tomita
  - Hinweis: Tanzdrama

- Special Performance "Yukio Mishima Memorial"
  - 26.–30. Januar 1990 im Tokyo Globe & 8.–27. Februar im Shin-Kobe Olympic Theatre
  - Regie: Yukio Ninagawa
  - Darsteller: Haruhiko Loam, Norihiro Inoue

- Pro Two
  - 3.–8. November 1990 im Tokio Nationaltheater & 10.–11. November im Nagoya City Performing Arts Center & 13.–14. November in der Osaka Sankei Hall & 15. November in der Otsu City People Hall,
  - 17.–19. November im Volkskulturzentrum San Hart Hall
  - Regie: Yuhei Miyanaga
  - Darsteller: RiUraraSen, Shigeru Ushiyama, Sado Katsumi, Ayako Ueno, Ken Okabe
  - Hinweis: Aufgeführt mit Die Dame Aoi
  - Ausgestrahlt auf NHK BS 2 am 12. Januar 1991

- Mannokai 23. Cochlear Association
  - 12. November 1997 im Nationales Noh-Theater
  - Regie: Manzo Nomura
  - Darsteller: Eiko Muramatsu, Ryosuke Nomura, Wakaba Irie, Junpei Morita, Mitsuyasu Yamashita, Hiroyuki Nishimoto

- Horipro
  - 12.–14. Juli 2001 in der Saitama Arts Theatre Große Halle, 20.–21. Juli im Niigata Ryutopia Niigata City Performing Arts Center, 25.–27. Juli im Japan Osaka Theatre Drama City, 31. Juli-12. im August Tokyo Bunkamura Theatre
  - Regie: Yukio Ninagawa
  - Darsteller: Haruhiko Loam, Eiji Yokota, Eiichi Seike, Yukio Tsukamoto, Yutaka Suzuki, Masato Shinkawa
  - Auch aufgeführt vom 27. Juni – 30 Tage in London, Barbican Centre.

- National Noh Theatre – November Sondervorstellung: "Special Feature Komachi"
  - 25.–26. November 2004 im Tokyo National Noh-Theater
  - Regie: Shinichi Kamoshita
  - Darsteller: Kyoko Kishida, Ippei Shigeyama

- Studioleben – Performance
  - 17. August 2017 – 3. September 2017 im Shinjuku Theater Moliere
  - Regie: Atsushi Kurata
  - Darsteller: Toru Kuramoto, Yoshiki Yamamoto, Hirokazu Sekito, Hiroyuki Nakahara, Teru Usami

### Fernseh- und Hörspielproduktionen
Der Sender NHK TV veröffentlichte am Donnerstag, den 30. Oktober 1958 eine 45-minütige Fernsehadaption von Komachi am Grab. Regie führte Shingenobu Umemoto. Darsteller waren unter anderem Higashiyama Chieko, Masaya Takahashi und Daijiro Natsukawa. Mishima selbst sprach den Prolog ein.
Der Radiosender Nippon Broadcasting sendete am 15. September 1963 eine Adaption des Stücks. Für die Musik war Keijiro Sato verantwortlich. Sprecher waren unter anderem Chikako Hosokawa und Asao Sano.

## 4. Geschichte:Die Dame Aoi

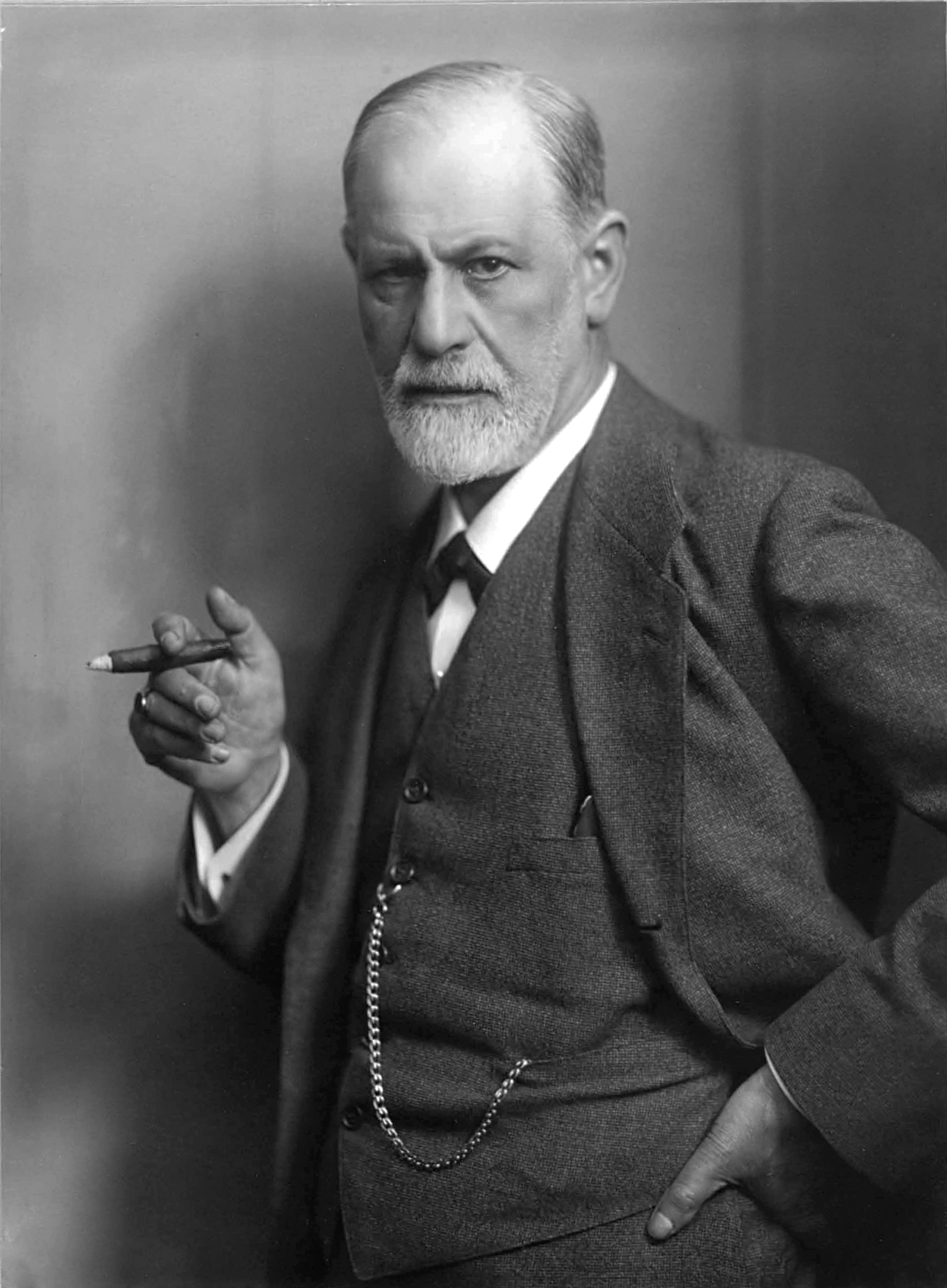
Für Die Dame Aoi und die mit verbundenen psychologischen Interpretationen ließ sich Mishima wesentlich von Sigmund Freud beeinflussen.

Die Dame Aoi (japanisch 葵の上, Aio no Ue) erschien erstmals in der Januarausgabe 1954 des Shinchō-Magazins.
Mishima bezeichnete Die Dame Aoi als seine persönliche Lieblingsgeschichte:

„Aoi no Ue ist mein Favorit. Zum einen ist es spannend, aber es ist nicht so hoch-philosophisch wie der Rest, sodass auch einfache Gemüter etwas daraus ziehen können. Trotzdem ist es kein billiges Eifersuchtsdrama. All dies unter einen Hut zu kriegen erfordert Talent. Ich bewundere jeden Schauspieler, der es hinkriegt.“

Die Geschichte handelt von einem Ehemann, der seine schwer nervenkranke Frau Aoi im Krankenhaus besucht und dort mit einem Geist konfrontiert wird, der ihre unterdrückte Eifersucht symbolisiert. Als der Geist ihn rauslockt, stirbt Aoi.

### Handlung
Hikaru Wakabayashi besucht seine Ehefrau Aoi, die aufgrund starker Panikattacken ins Krankenhaus eingeliefert wurde. Eine libidinöse, aufreizende Krankenschwester warnt Hikaru vor einer mysteriösen Frau, die Aoi jeden Abend besucht, während sie schläft. Kurz darauf tritt Yasuko Rokujō, eine ehemalige Geliebte Hikarus, ins Zimmer und gesteht, dass sie Aoi jeden Abend in ihren Träumen quält, indem sie „Blumen des Schmerzes“ an ihr Kissen legt.
Sie bittet Hikaru darum, ihr zu sagen, dass er sie immer noch liebe, doch dieser weigert sich. Daraufhin beschwört Rokujō die Vision einer vergangenen Nacht in der Hoffnung, damit seine alten Gefühle wieder zu wecken. Die Halluzination wird durch Aois laute Schmerzensschreie unterbrochen und Hikaru findet sich wieder in der Gegenwart wieder, nur um festzustellen, dass Rokujō verschwunden ist.
Verwirrt ruft er sie Rokujō in ihrem Zuhause an und erfährt, dass sie während der ganzen Gegebenheit am Schlafen war. Hikaru versteht, dass es sich um einen „lebendigen Geist“ handelt, eine unterbewusste Projektion von Aois unterdrückter Eifersucht. Der Geist kommt zurück ins Zimmer und lockt Hikaru nach draußen, weg von Aoi. Diese rollt auf den Boden, schreit laut auf und stirbt.

### Vorlage
Die Geschichte basiert auf dem alten japanischen Noh-Drama Aoi no Ue, das angeblich von Zeami Motokiyo oder seinem Stiefsohn Komparu Zenchiku geschrieben wurde. In ihm geht es um Aoi-no-ue, eine fiktive Figur aus Genji Monogatari, und ihren Ehemann Hikaru Genji. Sie ist von einem Dämon besessen und schwerkrank. Alle Heilversuche ihrer Familie waren erfolglos. Um herauszufinden, wer Aoi besessen hat, ruft die Familie den Priester Teruhi, der den Dämon austreiben soll.
Bei dem Dämon handelt es sich um die Dame Rokujō, die Ehefrau des verstorbenen Kronprinzen und Geliebte Genjis. Rokujō hat ihren Geliebten an Aoi verloren und verfolgt diese nun so lange, bis Aoi sich ihrer Seele entreißen wird. Durch einen zeremoniellen Brauch wird die Eifersucht der Dame Rokujō in einer Ogerin verbildlicht. Nach einem blutigen Kampf wird der Dämon bezwungen. Der Geist der Dame Rokujō wird friedlich und erlangt die Möglichkeit, ein Buddha zu werden.

### Aufführungen der Mishima-Variante (Auswahl)
- Yukio Mishima in Westdeutschland
  - 1. April 1959 in Bonn
  - Sponsor: Deutsche Botschaft Tokio
  - Regie: Helen McCalpain, Komponist: Toshirō Mayuzumi
  - Darsteller: Helen McCalpain
  - Hinweis: Aufgeführt mit Die Damasttrommel

- Hanayagi Takiji
  - 20. September 1963 in der Iino Hall
  - Regie: Masaki Domoto
  - Darsteller: Hanayagi Takiji, Akira Takehisa Mori, Mitsuko Narita
  - Hinweis: Tanzdrama

- Yukio Mishima "Modern Noh Plays" Performance
  - 5.–13. Juni 1979 im Tokyo Nationaltheater
  - Regie: Michitsuna Takahashi
  - Darsteller: Wakaba Irie, Ayako Sawada, Yujoko Ashino, Masahiro Mitsuta
  - Aufgeführt mit Gesicht im Spiegel

- Aufführung, produziert von Masataka Sato Office
  - 23. Juni – 3. Juli 1988 im Tokio 300 Personen Theater, 5. Juli in der Kyoto Prefectural Labor Hall, 6. Juli – 7. Juli in der Osaka Mainichi Hall, 9. Juli in der Kanazawa / Ishikawa Prefectural Bunkyokan Hall
  - Regie: Sakumi Hagiwara
  - Darsteller: Shinnosuke Ikehata, Hatsunori Hasegawa, Rakuko Tane, Yayoi Matsushita
  - Aufgeführt mit Gesicht im Spiegel

- Pro Two
  - 3.–8. November 1990 im Tokyo National Theatre, 10.–11. November im Nagoya City Performing Arts Center, 13.–14. November in der Osaka Sankei Hall, 15. November in der Otsu City People Hall, 17.–19. November im Volkskulturzentrum San Hart Hall, 23. November im Takasaki, Gunma Music Center
  - Regie: Shigeyama Sennojō
  - Darsteller: Sawamura Tojuro, Shiro Sano, Tetsuko Kobayashi, Megumi Fujisaki
  - Hinweis: Zusammen mit Komachi am Grab aufgeführt.
  - Die Bühnenübertragung der Tokyo-Aufführung wurde auf NHK BS 2 am 12. Januar 1991 übertragen

- "THEATER PROJEKT TOKYO" Vol. 11
  - 14.–27. September 1959 und 5.–8. Oktober 1995 im Tokyo Benisan Pit, 30. September – 3. Oktober 1995 im Osaka Kintetsu Art Museum
  - Regie: David Leveaux
  - Dolmetscher: Kotobukiai
  - Darsteller: Orie Sato, Shin’ichi Tsutsumi, Kio Matsumoto, Sachiko Matsuura
  - Hinweis: Teilnahme am Kunstfestival 1995

- Parco – Performance
  - 5. April im PARCO Theater, 1. Mai in der Toyama-over-de-Hall, 7. Mai in der Sendai City People’s Hall Great Hall, 8. Mai in der Morioka People Culture Hall Great Hall, 11. Mai in der Hamamatsu Main Hall, 13. Mai in der Aichi Wohlfahrtspension Hall, 16. Mai in der Fukuoka People Hall, 18. Mai im Hiroshima Postsparsaal, 21.–25. Mai im Osaka Theatre Drama City
  - Regie: Akihiro Miwa
  - Darsteller: Akihiro Miwa, Shin Takuma, Ruriko Kariya, Yuriko Takamori, Rei Nakayama, Hana Komatsu Kanako
  - Hinweis: Zusammen mit Komachi am Grab aufgeführt.

- Theatergruppe amI
  - 3.–4. August 2013 in Busan, Südkorea auf dem "Miryang Performing Arts Festival 2013"
  - 8.–11. August 2013 in der Chuncheon Abi Art Hall
  - 15.–18. August 2013 in der Siebten Geheimbasis
  - Regie: Seiichi Kin
  - Darsteller: Mikari, Yoji Izumi, Naoko Kuboba, Chiei Lee

### TV-Adaption
Auf Nippon Terebi Hōsōmō erschien am 10. August 1962 eine halbstündige Adaption von Die Dame Aoi. Regie führte Ichiro Inui, für die Musik zeichnete Toshirō Mayuzumi verantwortlich. Die Hauptrollen spielten Kakutaro Shinnoriko und Shigero Kamiyama.

## 5. Geschichte:Die getauschten Fächer

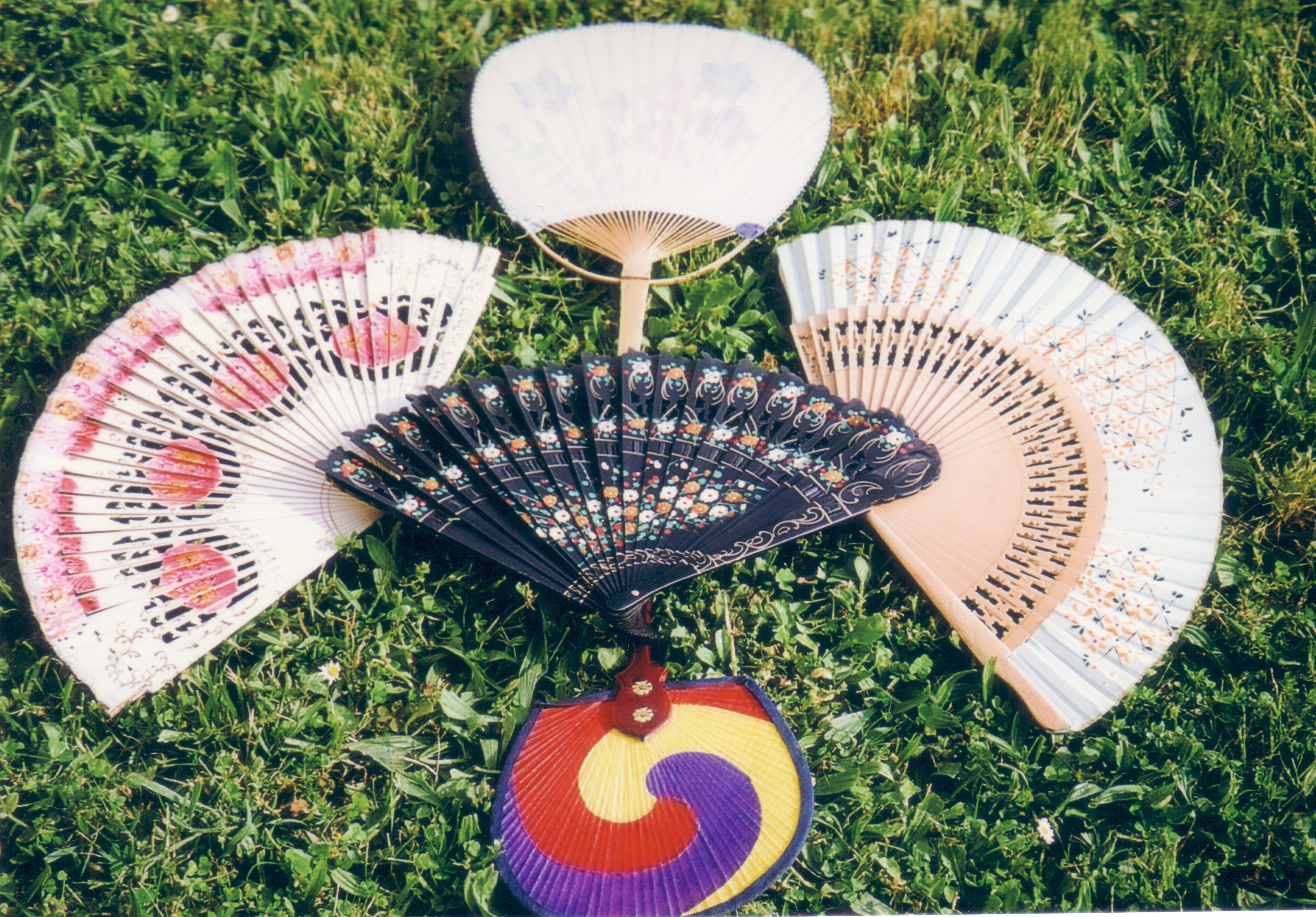
Fächer sind in beiden Erzählungen – Original sowie Abwandlung – das Zeichen der ewigen Treue und Liebe.

Die getauschten Fächer (japanisch 班女, Hanjo) wurde ursprünglich 1955 in der Januarausgabe des Magazins Shincho veröffentlicht.
Die Erzählung handelt von Hanako, die mit ihrer Liebe Yoshio Fächer tauscht und sich schwört, sich eines Tages wiederzusehen. Yoshio kommt jedoch nicht wieder und Hanako, mittlerweile durch ihre Geliebte Jitsuko gekauft, wartet jeden Tag mit ihrem Fächer in der Hand auf Yoshio. Durch einen Zeitungsartikel wird Yoshio auf Hanako aufmerksam und besucht sie; zu seiner Überraschung meint sie aber, ihn nicht zu erkennen.

### Handlung
Die Geisha Hanako verliebte sich vor einigen Jahren in den wunderschönen Yoshio. Als sie sich trennen mussten, tauschten sie ihre Fächer als Versprechen ihres Wiedersehens. In der Zwischenzeit kauft die 40-jährige Malerin Jitsuko sie und fängt mit ihr eine romantische Beziehung an. Trotzdem wartet Hanako jeden Tag am Bahnhof mit ihrem Fächer in der Hand auf Yoshio.
Jitsuko wird panisch, als ein Zeitungsartikel über das seltsame Verhalten Hanakos abgedruckt wird. Sie befürchtet, der ferne Yoshio könne ihn lesen und Hanako wiedersehen wollen. Um Hanako zu isolieren, versucht Jitsuko, sie zu einer Reise zu überreden, aber sie will nicht.
Yoshio hat den Artikel tatsächlich gelesen und besucht Jitsuko und Hanako. Er ist überglücklich über das Wiedersehen, doch zu seiner Verwunderung behauptet Hanako, es handle sich nicht um Yoshio. Es bleibt unklar, ob sie ihn wirklich nicht erkennt oder Angst davor, ihre gewohnte Lebenssituation des ewigen Wartens aufzugeben.

### Vorlage
Hanjo basiert auf dem gleichnamigen Noh-Stück von Zeami Motokiyo aus dem 14. Jahrhundert. Dieses erzählt von der schönen Hanago, die beim Abschiednehmen von ihrem Geliebten Yoshida mit diesem Fächer tauscht. Seitdem schaut Hanago jeden Tag auf den Fächer und trauert ihrer Liebe nach. Da Hanago ihren Tätigkeiten als Kellnerin nicht mehr ordnungsgemäß nachkommt, wird sie gefeuert. Sie bekommt den Spitznamen Hanjo, eine Anspielung auf die ehemalige Frau des Han Chengdi, die mit der Trennung nicht umgehen konnte.
Zurück von seiner Mission reist Yoshida zum Restaurant, um Hanago zu besuchen. Enttäuscht stellt er fest, dass sie nicht mehr dort arbeitet. Gebrochenen Herzens kehrt er zurück nach Kyoto und betet am Shimogamo-Schrein. Wie aus Zufall trifft er dort auf Hanago, die in ihrer Verzweiflung einen Neubeginn in Kyoto wagen wollte. Die beiden Liebenden fallen einander in die Arme und die Geschichte endet.

### Aufführungen der Mishima-Variante (Auswahl)
- Chuokoron-sha Aufführung
  - 12. April 1957 in Chuokoron-sha, Tokio
  - Regie: Yukio Mishima. Übersetzung: Donald Keene
  - Darsteller: Helen McCalpain, Margaret Evans, Ivan Morris
  - Hinweis: Auf Englisch durchgeführt

- Von der Westdeutschen Botschaft gesponserte Aufführungen
  - 9. Dezember 1959 in Berlin, Deutschland
  - Regie: Helen McCalpain
  - Darsteller: Helen McCalpain

- Bando Tamasaburos Beauty World
  - 3.–25. Dezember 1977 im Nissei Theater
  - Regie: Fukuda Tsuneari, Tetsuo Arakawa
  - Darsteller: Tamasaburo Bando, Yuko Kusunoki, Motoyuki Higashimura

- Monica Vinhao Aufführung
  - 6.–7. August 1990 in Sydney, Australien
  - Regie: Monica Vinhao
  - Darsteller: Sylvia Dietrich

### Hörspiele
Nippon Cultural Broadcasting sendete das Stück am 27. Dezember 1957 unter dem Namen Gejiko. Regie führte Tetsuji Takechi, die Musik komponierte Jōji Yuasa. Sprechrollen hatten unter anderem Yaeko Mizutani, Teruko Nagaoka und Akira Yamanouchi.
Der Bayerische Rundfunk sendete 1958 unter dem Titel Zwei moderne Nô-Spiele die beiden Stücke Die getauschten Fächer und Die Damasttrommel. Übersetzerin war Gerda von Uslar, Regie führte Helmut Brennicke.
Auch der Südwestfunk sendete 1961 Die getauschten Fächer. Regie führte Hans Dieter Schwarze.

## Bonusgeschichte:Gesicht im Spiegel

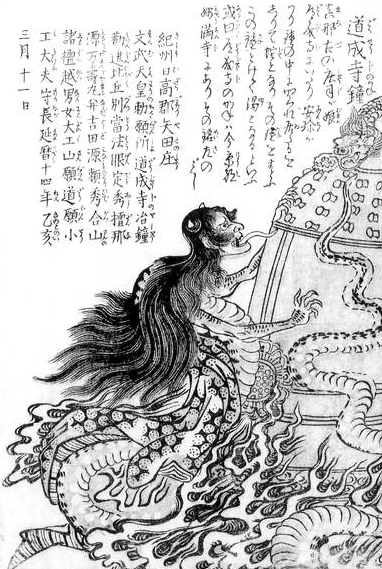
Die Zeichnung der originalen Erzählung zeigt die Tänzerin in ihrer Schlangenform.

Gesicht im Spiegel (japanisch 道成寺, Dōjōji) erschien eigentlich 1955 in der Januarausgabe der Zeitschrift Shincho.
In der Erzählung schüttet sich eine schöne Tänzerin Schwefelsäure ins Gesicht, während sie in einer antiken Kommode um ihren alten Liebhaber trauert. Als sie die Kommode verlässt, ist ihr Gesicht unangetastet.

### Handlung
Die schöne Tänzerin Kiyoko betritt ein Geschäft für antike Möbel, um dort eine große Kommode zu erstehen, die durch die Eingravierung einer großen Glocke verziert ist. Kiyoko enthüllt den anderen Bietenden den Ursprung der Kommode: Sie diente einer wohlhabenden Frau der Sakurayama, um ihren jungen Geliebten Anh zu verstecken. Als der Patriarch der Familie Sakurayama Anh entdeckte, erschoss er ihn und die Truhe war seitdem mit Blut bedeckt. Die Gäste danken Kiyoko für die Einblicke und ziehen nach und nach ihre Angebote zurück. Kiyoko bekommt die Kommode.
Kiyoko erzählt dem Antiquitätenladenbesitzer die Fortsetzung der Geschichte. Der junge Mann, Anh, war auch Kiyokos Liebhaber. Der Ladenbesitzer weigert sich, die Kommode herauszugeben, sodass sich Kiyoko in ihr einsperrt und eine Flasche Schwefelsäure mitnimmt. Sie droht dem Ladenbesitzer, als Zeichen ihrer Trauer ihr Gesicht zu entstellen. Als dieser nicht reagiert, schüttet sie sich die Schwefelsäure ins Gesicht und schreit laut in Schmerzen.
Als Kiyoko wieder aus der Kommode tritt, ist die Flasche mit Schwefelsäure leer, ihr Gesicht aber schön wie immer.

### Vorlage
Gesicht im Spiegel basiert auf dem traditionellen Noh-Stück Dōjōji, angeblich von Kan’ami im 14. Jahrhundert geschrieben. Eines schönen Sommertages soll im Dōjō-ji-Tempel ein buddhistisches Ritual abgehalten werden, um die neugebaute große Glocke zu ehren. Der führende Priester weist die anderen Priester an, keine Frauen an der Zeremonie teilhaben zu lassen. Eine Shirabyōshi (verkleidete Tänzerin) schafft es jedoch mit Hilfe eines Bediensteten, doch an der Zeremonie teilzunehmen.
Die Frau nutzt das wilde Tanzen der anderen Gäste, um die große Glocke herunterzulassen und sich unter ihr zu verstecken. Als der führende Priester davon hört, erzählt er den Anwesenden eine Geschichte: Vor langer Zeit dachte die Tochter eines Herzogs von Manago, von einem Priester des Tempels betrogen worden zu sein. Sie verwandelte sich in eine giftige Schlange, jagte den Priester und tötete ihn, als er sich unter der Glocke versteckte, indem sie Feuer auf die Glocke abließ.
Die Priester schaffen es, die Glocke hochzuziehen und aus ihr erscheint eine monströse Schlange. Nach einem langen Kampfe verbrennt sich die Schlange in ihren eigenen Flammen und verschwindet im Hidakagawa-See.

### Aufführungen der Mishima-Variante (Auswahl)
- Yukio Mishima "Modern Noh Plays"
  - 5.–13. Juni 1979 im Tokio Nationaltheater
  - Regie: Hiroshi Akutagawa
  - Darsteller: Naoki Sugiura, Mariko Fuji, Yoshie Minami, Mitsutaka Tachikawa, Ryuichi Ogawa

- Pro Two Company Performance Arts Festival
  - 6.–12. November 1990 im Tokyo Sunshine Theatre
  - Regie: Kensuke Yokouchi
  - Darsteller: Kyusaku Shimada, Takashi Sumita, Shiori Sakura, Yasuhito Nishida, Seiji Rokkaku, Michiyo Nakahara
  - Am 13. Januar 1991 wurde die Bühnenshow auf NHK BS 2nd ausgestrahlt

### Hörspiele
Radio Tokyo sendete am 18. Juni 1957 im Rahmen ihres "Internationalen Theatermonats" Gesicht im Spiegel. Für Drehbuch und Regie zeichnete Tetsuji Takechi verantwortlich. Sprechrollen erfüllten unter anderem Takeo Ito, Yaeko Mizutani und Ryunosuke Kaneda.
Sender Freies Berlin sendete 1960 Gesicht im Spiegel unter Regie von Rolf von Goth.

## Bonusgeschichte:Yuya

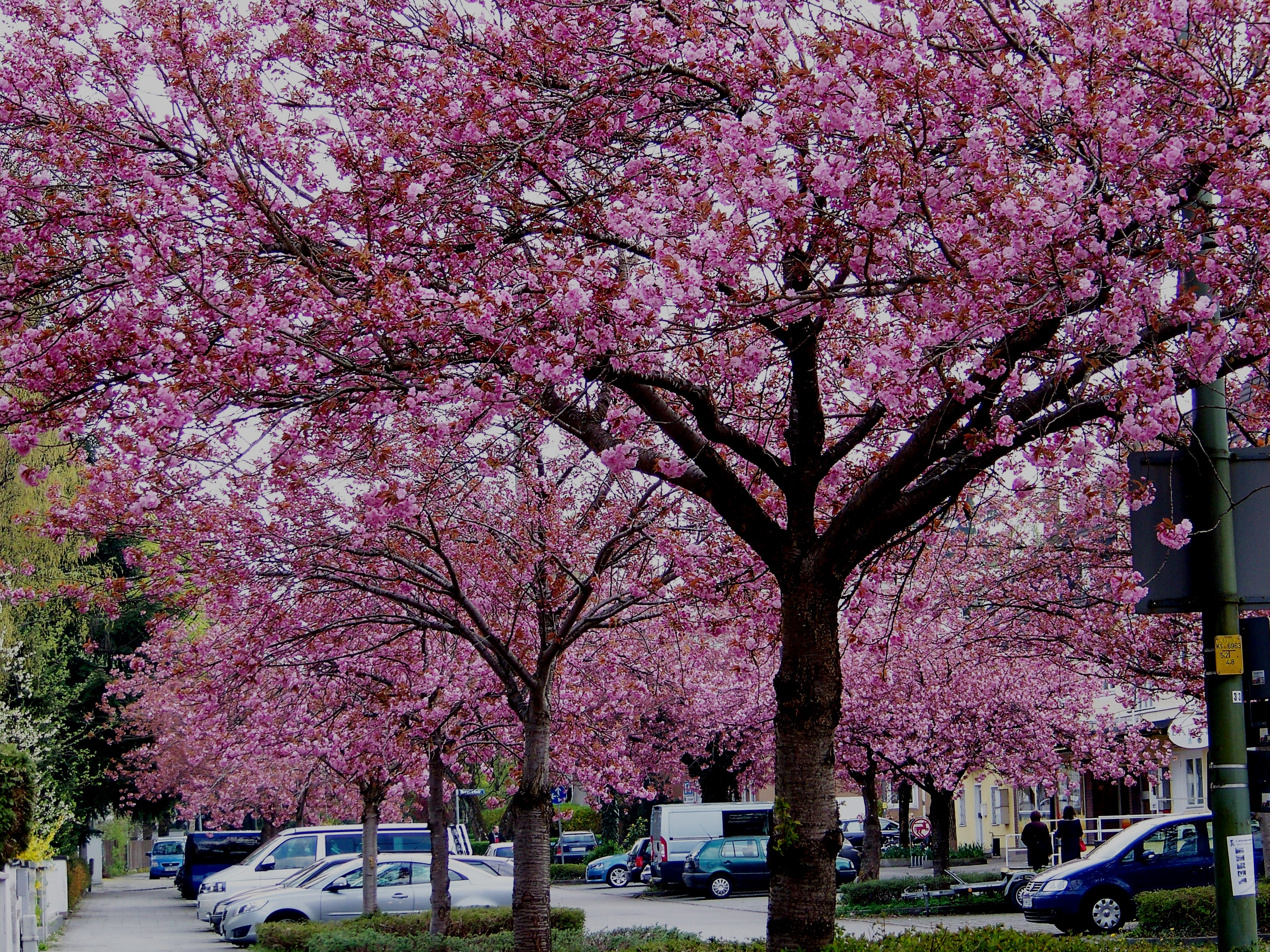
Ein japanischer Kirschblütebaum

Yuya (japanisch 熊野) wurde 1956 in der Aprilausgabe von Voice veröffentlicht.
In Mishimas Variante fleht eine hübsche Frau, ihre todkranke Mutter in Hokkaido besuchen zu können, doch ihr Ehemann lehnt es ab, um mit ihr die Kirschblütensaison erleben zu können. Später stellt sich heraus, dass ihre Mutter gesund ist und sie die Ausrede nutzen wollte, um ihren Geliebten zu besuchen. Seltsamerweise scheint diese Erkenntnis nichts zu verändern.

### Handlung
Die schöne Yuya lebt als Ehefrau des erfolgreichen Geschäftsmanns Taira no Munemori in einer luxuriösen Eigentumswohnung. Sie bittet ihren Mann im Frühjahr, ihre todkranke Mutter in Hokkaidō besuchen zu dürfen. Munemori verbietet ihr aber die Abreise, um mit ihr die Kirschblüten zu sehen, deren Saison zu Ende wäre, wenn sie abreist. Auch auf Yuyas Flehen, ihre Mutter werde bald sterben, lässt Munemori nicht nach.
Yuyas Freundin Asako erscheint und bringt ihr einen Brief ihrer Mutter. Munemori liest den Brief laut vor und wiederholt den Satz, Yuyas Mutter wolle sie unbedingt sehen. Yuya fleht weiter, doch Munemori weigert sich. Plötzlich bittet er seinen Sekretär Yamada herein, der Yuyas Mutter Masa dabei hat – rund, gepflegt und völlig gesund. Masa beichtet, die Geschichte ihrer Krankheit sei eine von Yuya erfundene Lüge, um ihren Geliebten Kaoru in Hokkaido besuchen zu können.
Masa und Yamada verlassen den Raum und lassen Yuya und Munemori allein zurück. Munemori ist überraschenderweise aber nicht wütend. Draußen verstärkt sich der Regen und Yuya sagt „Ein starker Regen. Es tut mir Leid, dass wir heute die Kirschblüten nicht sehen konnten.“ Munemori sagt: „Nein, ich hatte eine schöne Aussicht“ und beide starren sich an.

### Vorlage
Die Erzählung basiert auf dem klassischen Noh-Stück Yuya, das angeblich von Komparu Zenchiku geschrieben wurde. Er erzählt die Geschichte von Yuya, die in der Provinz Tōtōmi als Haushälterin des mächtigen Taira no Munemori dient. Da sie hört, dass ihre Mutter todkrank ist, möchte sie sie besuchen, aber dieser verweigert ihren Wunsch. Asago, die Haushälterin von Yuyas Mutter, besucht die verzweifelte Frau und überreicht ihr einen Brief der Mutter. Obwohl sie Munemori den herzzerreißenden Brief vorliest, bleibt dieser hartnäckig. Sie solle ihm zu den Kirschblüten am Kiyomizu-dera-Tempelkomplex folgen.
Obwohl sie das farbige Fest genießt, ist Yuya zerfressen vor Sorge. Als sie zögerlich tanzt, bringt ein leichter Nieselregen auf einmal den Kirschblütenbaum zu Fall. Sie nutzt die Chance und liest ein Gedicht über ihre Gefühle. Munemori ist so berührt, dass er ihr erlaubt, ihre Mutter zu besuchen.

### Aufführungen der Mishima-Variante (Auswahl)
- Shinjuku Bunka Performance No. 29
  - 17. November – 2. Dezember 1967 im Shinjuku Culture
  - Regie: Masaki Domoto
  - Darsteller: Yuko Kusunoki, Miki Masaki, Toshiko Kobayashi, Shinichi Kijima, Toshiro Hayano
  - Hinweis: Aufgeführt mit Die Dame Aoi. Teilnahme am Kunstfestival 1967.

- Yukio Mishima "Modern Noh Plays"
  - 7.–15. Juli 1981 im Tokio Nationaltheater
  - Regie: Akio Jissoji. Musik: Maki Ishii
  - Darsteller: Shiho Fujimura, Kazuhisa Seshita, Ako Tomizawa, Mikio Ozawa, Sanae Takasugi
  - Hinweis: Gemeinsam mit Komachi am Grab und Die Genji-Gedenkfeier aufgeführt.

- Mannokai 25. Cochlear Association
  - 25. März 1998 im Nationalen Noh-Theater
  - Regie: Manzo Nomura
  - Darsteller: Eiko Muramatsu, Katsumi Oyama, Mariko Nonaka, Michiyo Yokoyama, Ryosuke Nomura

### Hörspiel
Radio Tokyo sendete am 5. November 1961 im Rahmen ihrer "Modern Noh Collection" Sendung auch Yuya. Darsteller waren unter anderem Kitsato Miyuko, Masao Shimizu und Eiko Masuyama.

## Bonusgeschichte:Der blinde Jüngling

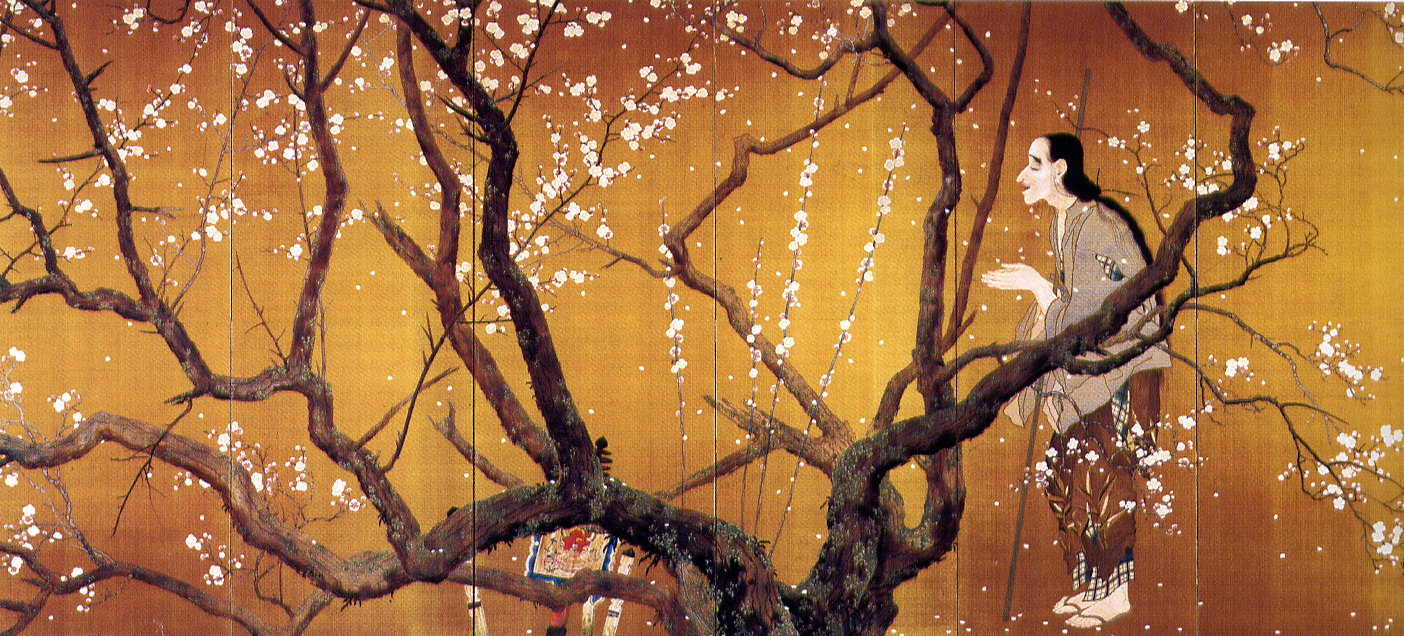
Malerei der originalen Geschichte von Yoroboshi. Sie zeigt den bereits blinden Yoroboshi, wie er am Baum auf seine Gabe wartet.

Der blinde Jüngling (japanisch 弱法師, Yoroboshi) wurde ursprünglich in der Juliausgabe 1956 in der Zeitschrift Voice veröffentlicht.
In der Erzählung streiten sich zwei Familien – eine leibliche, eine adoptiv – vor einem Familiengericht um einen blinden Jungen, der Visionen einer Apokalypse hat.

### Handlung
Zwei Ehepaare – das Ehepaar Kawashima und das Ehepaar Takayasu – kämpfen vor einem Familiengericht um das Sorgerecht für den blinden Toshinori. Dieser wurde von dem Ehepaar Kawashima auf die Welt gebracht; nachdem er aber durch einen Luftangriff von diesen getrennt wurde und zudem erblindete, adoptierte ihn das Ehepaar Takayasu.
Durch eine Mediation kann kein Vergleich geschlossen werden, sodass die gesetzliche Richterin, Kyoko Shinako, Toshinori in den Raum ruft. Er behauptet, seine Adoptiveltern behandeln ihn wie einen Sklaven und sagt ihnen – trotz ihres Flehens – „Sehe ich aus wie ein Knästling? Ihr qualifiziert euch nicht als Elternteile!“
Da Shinako unsicher ist, wie Toshinori die Geschichte meint, bittet er die vier Streitparteien in das Nebenzimmer und spricht mit dem Jungen allein. Im Augenblick, als die Nacht eintritt, schaut Toshinori aus dem Fenster und beobachtet den Sonnenuntergang. Er erzählt, dass die Sonne am östlichen Tor der Hölle untergeht und es sich um „das Ende der Welt“ handle. Er erzählt ihr von seinen Erfahrungen als vermeintlicher Waise im Krieg.
Er fragt Shinako, ob auch sie das Ende der Welt sehen könne, doch diese verneint es. Toshinori wird wütend, doch Shinako beruhigt ihn mit den Worten „Ich werde die ganze Zeit bei dir bleiben.“ Das Ehepaar Kawashima betritt den Raum und schaltet das Licht an. Toshinori dreht sich zu ihnen und fragt geistesabwesend in die Runde: „Warum werde ich von allen geliebt?“

### Vorlage
Der blinde Jüngling basiert auf dem Noh-Stück Yoroboshi von Jūrō Motomasa aus dem 14. Jahrhundert. Takayasu Michitoshi, ein berühmter Bürger des Dorfes Takayasu, glaubt eine grausame Geschichte über seinen Sohn Shuntoku-maru und wirft ihn aus dem Haus. Einige Zeit später bereut Michitoshi die Missetat und bietet den Göttern verschiedene Opfergaben zur Wiedergutmachung. Am letzten Tag begegnet ihm der blinde Bettler Yoroboshi, der in Wahrheit sein Sohn Shuntoku-maru ist.
Als Yoroboshi sich der Schlange Menschen anschließt, die die Gaben annehmen, umschlingen Blütenblätter seine Ärmel. Als Michotishi sieht, wie Yoroboshi den Geruch der Blätter genießt, weist er ihn darauf hin, dass auch diese ein Teil der Opfergabe sind. Obwohl Michotishi erkennt, dass Yoroboshi sein Sohn ist, möchte er bis zur Nacht warten, um nicht die Aufmerksamkeit der anderen zu erregen. Michitoshi schlägt Yoroboshi vor, jissō-kan zu betreiben (eine bestimmte Form der Meditation), dieser schafft es aber wegen seiner Blindheit nicht und stolpert vor allen Menschen. Als sich Michitoshi am Abend als sein Vater zu erkennen gibt, versucht Yoroboshi zu fliehen, da er sich seines jetzigen Standes schämt. Michitoshi fängt ihn aber ein, nimmt seine Hand und bringt ihn mit in das Dorf.

### Aufführungen der Mishima-Variante (Auswahl)
- NLT + Shinjuku Cultural Alliance: Yukio Mishimas "Modern Noh Plays" Night Game Performance
  - 19. Mai – 3. Juni 1965 im Tokyo Art Theatre
  - Regie: Yoshihiro Terasaki
  - Darsteller: Homare Suguro, Tadashi Okuno, Miki Masaki, Jun Kondo, Junko Miyauchi, Yatsuko Tan’ami

- Masataka Sato Office Performance Arts Festival
  - 16.–27. November 1990 im Tokyo 300 People Theater
  - Regie: Sakumi Hagiwara
  - Darsteller: Bunjaku Han, Ginkgo Light Toru, Hiroshi Koizumi, Tokio Seki

- Horipro
  - 12.–14. Juli 2001 im Saitama Arts Theatre, 20.–21. Juli im Niigata Ryutopia Niigata City Performing Arts Center Theatre, 25.–27. Juli im Japan Osaka Theatre Drama City, 31. Juli-12. im August Tokyo Bunkamura Theatre
  - Regie: Yukio Ninagawa
  - Darsteller: Tatsuya Fujiwara, Keiko Takahashi, Yasutaka Tsutsui, Machiko Washio, Mikio Shimizu, Tomoko Jinbo
  - Am 27. Juni 2001 auch in Rio de Janeiro, Brasilien

- Yoroboshi
  - 23.–26. Februar 2011 im New Wimbledon Theatre, London
  - Regie: Tilly Mitchell

## Bonus-Stücke für die New York City-Aufführungen

### 1. Bonusstück:Die Genji-Gedenkfeier
Die Genji-Gedenkfeier (japanisch 源氏供養, Genji kuyō) erschien originär in der Märzausgabe 1962 der Zeitschrift Bungei.
In der Geschichte treffen zwei Literaten den Geist ihres Vorbilds, werden schnell durch ihre Präsenz desillusioniert und schwören ihr ab.

#### Handlung
An Klippen des Urata-Kaps steht ein großes Denkmal der Schriftstellerin Nozoe Murasaki. Zwei junge Literaten besuchen das Denkmal mit dem Roman "Frühlingsflut" in der Hand – einem ihrer Bestseller. Die Hauptfigur aus "Frühlingsflut" ist Hikaru Fujikura, der von 54 Frauen geliebt wurde, sich aber am Ende der Geschichte von den Klippen des Urata-Kaps stürzt. Die Autorin, Murasaki, starb an Gebärmutterkrebs, als sie den Roman schrieb.
Die beiden philosophieren darüber, weshalb Hikaru starb, beinahe so als wäre er eine reale Person. Auf einmal taucht eine Frau mittleren Alters auf und setzt sich im Schneidersitz auf das Denkmal. Die beiden Literaten erfahren, dass es sich um den Geist Murasakis handelt, der sie besucht. Schnell empfinden die beiden Literaten einen regelrechten Ekel vor der selbst bemitleidenden und theatralischen Frau und erklären sie zu einer manipulativen Betrügerin. Sie werfen das Buch die Klippe herunter.

### 2. Bonusstück:Streben nach Liebe
Streben nach Liebe ist weniger ein vollwertiges Bühnenstück, als eine Form der Transition zwischen den einzelnen Stücken aus Fünf moderne Nō-Spiele. Stattdessen handelt es sich um mehrere separate Gesangseinlagen, die in der 1970 aufgeführten New-York-City-Aufführung als Verbindungsszenen zwischen Komachi am Grab, Die Dame Aoi und Bushi dienen.
Diese wurden 1971 in der Maiausgabe im Chūōkōron unter dem Namen Streben nach Liebe gemeinsam abgedruckt.

### 3. Bonusstück: Bushi
Bushi ist das einzige eigens für Aufführungen in New York City geschriebene Stück. 1971 wurde die Geschichte im Chūōkōron abgedruckt.

#### Handlung
New York, 3rd Avenue, Luxus-Antiquitätenladen. Der Herzog Laspootinov ist Vorgesetzter zweier junger Angestellter, Keichi und Chiz. Eines Tages ging er auf eine Cocktailparty und wies seinen Arbeitern an, im Laden zu bleiben und aufzupassen.
Beide öffnen dort eine wertvolle Flasche, gefüllt mit Gift, die sie leertrinken. Ebenso essen sie seinen Kaviar und toben im Laden herum. Als der Herzog wiederkommt und wütend wird, schmeißen die beiden Arbeiter teure Keramik aus dem Laden, reißen den Wandteppich ab und fliehen. Laspootinov steht entrüstet in seinem ramponierten Laden und kann sich nicht mehr bewegen. Seine Pose gleicht die der Buddha-Statue am Schaufenster.